# Ardaix
Ardaix és un nucli de població del municipi del Pont de Bar, a l'Alt Urgell. Actualment té 7 habitants. A l'inici de l'antic camí d'Aristot es troba la Taverna dels Noguers, i vora el pont d'Ardaix hi ha el càmping El Pont d'Ardaix.